# The Iron Master (film 1911)
The Iron Master è un cortometraggio muto del 1911 diretto da Edwin S. Porter.

## Produzione
Il film fu prodotto dalla Edison Manufacturing Company.

## Distribuzione
Distribuito dalla General Film Company, il film - un cortometraggio in una bobina - uscì nelle sale cinematografiche USA il 28 febbraio 1911.